# Jean de Bouffard-Madiane
Jean de Bouffard-Madiane, né à Castres le 1er janvier 1597 pù il est mort le 24 décembre 1674, est un historien, diplomate et militaire français, connu  pour son rôle durant les rébellions huguenotes et par ses Mémoires sur les Guerres civiles du duc de Rohan, 1610-1629. 
Il a été le négociateur du Traité de Paris entre le roi Louis XIII et les huguenots de La Rochelle le 5 février 1626. 

## Biographie

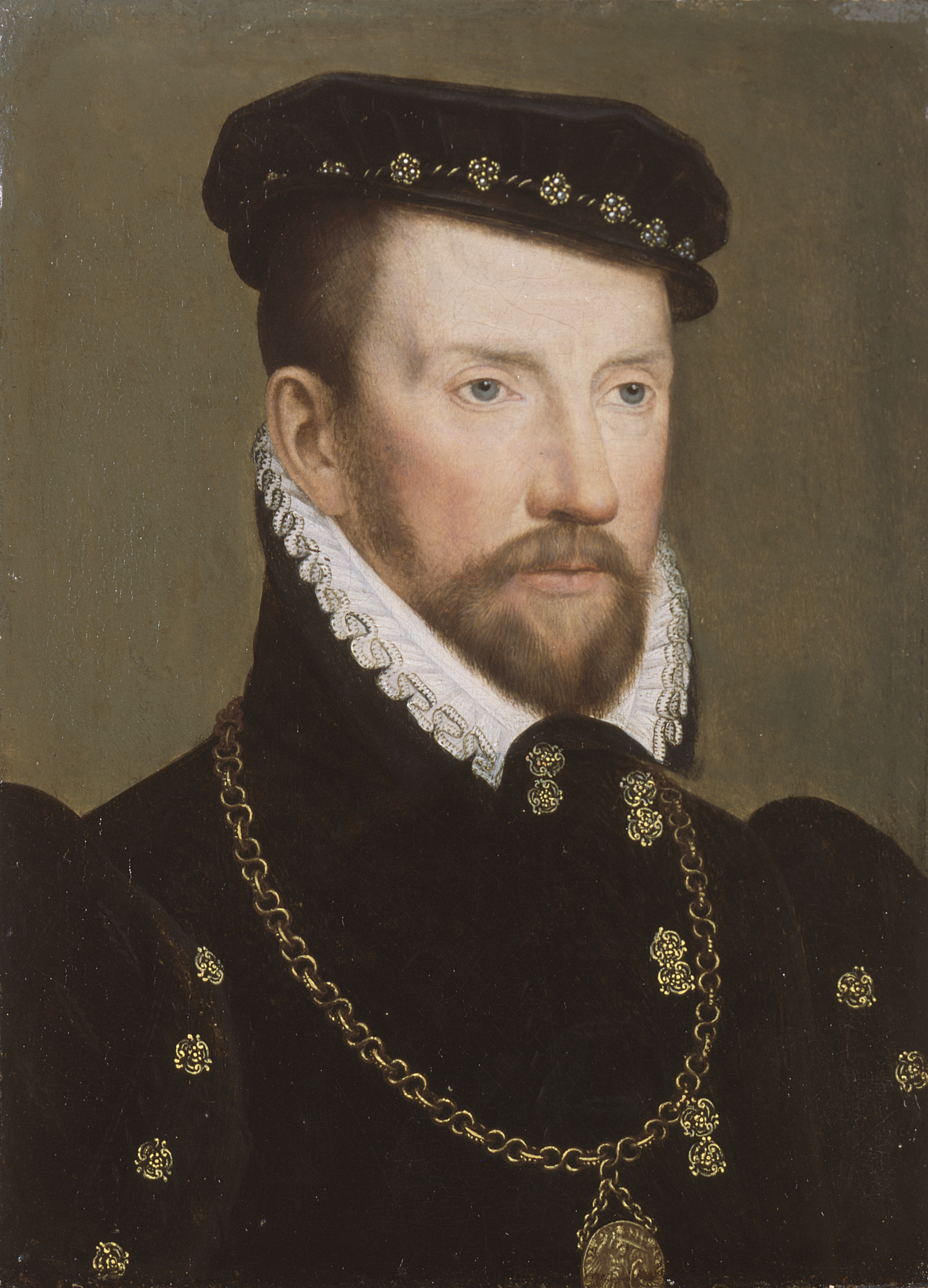
Amiral Gaspard de Coligny

Fils d'un héros, rescapé de la Saint Barthélémy et du siège de Sancerre, Jean de Bouffard-Madiane est né à Castres le 1er janvier 1597, d’une très ancienne famille albigeoise dont la filiation remonte à 1317, époque où François de Bouffard était le premier magistrat de Castres. Son petit-fils du même nom a aussi été consul de cette ville en 1393. Sa mère est Catherine de Molinier de Tourène, fille d’Étienne de Molinier, docteur en droit, conseiller du Roi.

### Fils du héros de Castres
Le père de Jean de Bouffard-Madiane était surnommé « le capitaine de La Grange ». Il se fait connaître en Languedoc pendant les guerres civiles. Encore jeune étudiant à Paris, La Grange échappe comme par miracle au massacre de la Saint-Barthélemy de 1572. La cloche du Louvre, relayée par celle de Saint-Germain-l’Auxerrois a donné le signal du massacre. Gaspard de Coligny, blessé la veille, est assassiné en son hôtel de la rue Béthizy. 2 000 à 3 000 protestants sont tués, dont beaucoup de seigneurs provinciaux venus assister au mariage d'Henri de Navarre et Marguerite de Valois célébré le 18 août. 
Le jeune de La Grange parvient miraculeusement à échapper au massacre. Il part à Sancerre où il supporte les horreurs d'un siège célèbre. Les habitants de cette ville comtale ont embrassé la Réforme dès les années 1550. La paix de Saint-Germain en 1570 la laissée théoriquement au roi de France Charles IX, mais elle est acquise aux protestants.
La ville forte a refusé de recevoir une garnison royale. Elle est l'objet d’un siège de mars à août 1573 de huit mois des forces catholiques du roi, une armée de 7 000 hommes, commandée par le gouverneur du Berry, le maréchal de La Châtre. Les catholiques de la ville, au lieu de fuir, se joignent par solidarité citadine aux protestants.
Ce siège est effroyable : la ville reçoit 5 915 coups de canons, la famine terrasse 500 habitants, on mange le cuir des souliers, des pains de paille et d'ardoise pilée. Le 24 août 1573, la ville capitule après 220 jours de siège. Les représailles royales sont sévères : les murailles sont détruites, les portes de la ville brûlées, la cloche du beffroi confisquée, une amende de 40 000 livres exigée. Le 12 septembre 1573, l'échevin et gouverneur militaire de la ville, André Jouhanneau, est assassiné et son corps jeté dans le puits de la Halle. Le Capitaine de La Grange parvient pourtant là encore à s'échapper pour rejoindre le Midi, brûlant de vengeance. 
Maniant aussi bien la plume que l'épée, il est le chef de cette entreprise bien menée qui rend Castres aux huguenots juste deux ans après la Saint-Barthélémy.

### Héritage familial et éducation
L'homme de guerre fait donc place au savant. La Grange maîtrise plusieurs langues vivantes et s'occupe d'astronomie et de sciences naturelles. C'est un homme de Lettres. Mais, criblé d'anciennes blessures mal fermées, La Grange meurt le 24 septembre 1604. Sa femme, Catherine de Molinier, lui survit quelques mois seulement, et leur fils unique, Jean, reste orphelin à l'âge de sept ans.

### Éducation
Jean de Bouffard-Madiane est confié à la garde de son cousin Samuel de Bouffard, seigneur de Lagarrigue et à Pierre de Roux, son oncle maternel. Il grandit dans son manoir de Touraine puis vers 1616, part pour Paris compléter ses études chez le sieur de Launay, chez lequel se rendait toute l'élite de la jeunesse française.
À peine de retour en province avec ses grades d'avocat, il épouse Jeanne Le Roy, fille du lieutenant juridictionnel du comté de Castres, union bénie par le pasteur Bodier, à Roquecourbe, en mars 1619. Là, nouvelle position sociale, la naissance, la valeur personnelle de Jean de Bouffard le désignent aux partis dans le mouvement qui commence à se produire.
Il va cependant toujours garder en tête une sorte de prescription paternelle. Henri de Bourbon, Roi de Navarre, le futur Henri IV, avait envoyé à son père le 18 juillet 1578, une lettre lui faisant part de son souhait de le voir encourager la  pacification : « je vous prie bien fort de vous y accourager et disposer de plus en plus, cessant et faisant cesser, en tant que vous sera, tous actes d’hostilité et vous rapportant au contenu du dict edict. En quoy faisant, j’espere que Dieu nous benira. Et si par mes moyens je puis advancer son service et le bien et repos du pays, je n’en espargneray aulcuns, non pas ma propre personne ».
En grandissant, Jean de Bouffard-Madiane devient un proche du Duc de Rohan, cousin d’Henri IV et futur chef de guerre des rébellions huguenotes contre le pouvoir royal catholique. Les huguenots du Duc de Rohan, en effet, se préparent à réagir contre les vexations dont ils sont l'objet depuis la mort d’Henri IV. En juin 1620, Louis XIII décide de marcher sur le Béarn. L'émotion des Réformés est immense.
En 1620 commence la première des trois rébellions huguenotes (1620-1622, 1625-1626 et 1627-1629). À cette époque, le parti protestant conserve des forces imposantes. Un rapport secret, adressé à Louis XIII, porte les troupes dont pouvaient disposer les Réformés à cinquante mille hommes. On sait de plus qu’ils occupaient cent-cinquante places ou villes fortifiées, et que leur flotte était très supérieure à la marine royale. Le Duc de Rohan, reprend la lutte aux côtés de ses coreligionnaires dans tout le Sud-Ouest. 

### Consul de Castres
Rohan organise la résistance dans le Midi et veut s'assurer de Castres et des personnages les plus influents de cette ville. Tout le monde lui signale Jean de Bouffard, le fils unique du héros de Castres, le capitaine de La Grange. Rohan l'investit du Consulat en octobre 1721, avec charge de défendre la ville. Et voilà le pacifique Madiane, homme d'ordre et de gouvernement, obligé de diriger cette petite république tapageuse. Parmi les nombreux amis dont s’entoure le Duc de Rohan dans le Languedoc, aucun ne lui sera plus cher que ce jeune homme de vingt et quelques années. Le jeune Huguenot va être durant la première guerre un des plus fermes appuis de Rohan.
Pendant le cours de la première paix, le duc de Rohan se fixe à Castres et fait de la ville son quartier général. Ses rapports journaliers avec Madiane changent leurs relations, jusque-là politiques. Cette nouvelle intimité abime aux yeux du Jeune Bouffard, le relief de l'effigie du général qui y perd de son prestige. Jean de Bouffard-Madiane devient en revanche très proche de l'épouse du duc, Marguerite de Béthune, la fille de Sully. C'est par son entremise qu'il est envoyé à la Cour, afin de traiter de la paix au lendemain de la seconde rébellion.
Il est reçu par Louis XIII le 5 juillet 1625. Il négocie pendant trois semaines une entente, retourne à Castres, obtient sa ratification par Rohan. Cependant La Rochelle hésite à accepter la paix.
Richelieu leur expédie Madiane dont il a apprécié le caractère, la droiture et la pondération. Les Rochelais accueillent fort mal l'émissaire. Il est contraint de se cacher pendant trois jours chez l'un des pasteurs. 
Sur ces entrefaites, les Rochelais sont battus par les armées du Roi. Madiane voulant les sauver, leur fait signer quand même l'acte d'acceptation qu'il antidate et va soumettre au plus vite à la Cour où personne ne se méprend et  l'on propose aux Rochelais vaincus un traité à part.
Rohan qui devait ratifier le traité se ravise et fait prendre aux Castrais, en l'absence de Madiane, une délibération par laquelle La Rochelle doit jouir des bénéfices du traité de juillet, avant son échec. Quand Madiane arrive, tout est rompu. Un nouveau tour de négociation est engagé par Madiane. Ce processus aura duré en tout huit mois, de juin 1625 à mars 1626, en liaison constante avec Richelieu. Il se termine avec la signature du  Traité de Paris entre le roi Louis XIII et les huguenots de La Rochelle le 5 février 1626; un traité qui confirme la liberté religieuse mais limite les capacités de défense de la ville, avec la destruction d'un de ses forts et l'interdiction de maintenir une flotte militaire.
Au lendemain du Traité de Paris, Bouffard veut s'attacher à maintenir la paix mais se retrouve coincé entre deux fanatismes : celui des protestants exaltés, voulant reprendre les armes et lancer une troisième guerre et, celui des sicaires du fougueux premier président du Parlement de Toulouse qui le traquaient pendant ses voyages. 
Huguenot mais patriote, Madiane se refuse en particulier à toute alliance des protestants avec l’Espagne abhorrée. Il prend alors la résolution de demeurer le serviteur du Duc de Rohan, sauf en deux occasions ; s'il voulait renouveler les troubles ou s'il voulait s'imposer dans Castres au préjudice des libertés publiques . 
Rohan désormais l'aura pour adversaire. Quand le duc veut reprendre Castres, le 20 octobre 1626, ses troupes doivent abandonner la place, les habitants demeurant fidèles au modéré Bouffard-Madiane. Rohan essaie de le ramener à lui par l'intermédiaire de la duchesse, lui offre « argent comptant et emplois à discrétion, à son choix »[réf. nécessaire] ; rien ne peut ébranler les dernières décisions de Madiane. 
Au décès Louis XIII le 14 mai 1643, Jean de Bouffard-Madiane est chargé d’une nouvelle ambassade pour présenter « fidélité et soumissions de la ville de Castres » au roi Louis XIV, sur son avènement à la couronne.
Jean de Bouffard Madiane meurt le 24 décembre 1674 à Castres.

## Descendance
Madiane laisse cinq enfants : Isabeau (1624) qui épousa  le seigneur de Teyssède, puis Scipion Du Puy de Roquetaillade, seigneur de Scalibert ;  Jeanne-Françoise (1626), qui épousa de François de Bouffard-Lagarrigue ; Henry (1629) qui épousa Esther de Mordaigne ; François (1633) ;  Honorée (1639) qui épousa Jacques de Ligonnier, seigneur de Saint Jean et secrétaire du Roi.